# Dimitri Oberlin
Dimitri Joseph Oberlin Mfomo (Yaoundé, 27 settembre 1997) è un calciatore svizzero di origine camerunese, attaccante del Sepsi.

## Carriera

### Club
Cresciuto nello Zurigo e affermatosi nel Salisburgo, il 15 luglio 2016 viene ceduto in prestito all'Altach. Il 20 luglio 2017 passa in prestito al Basilea, prestito che poi diverrà acquisto definitivo nella primavera/estate 2018. Il 31 gennaio 2019, dopo 45 presenze e 7 gol in tutto, passa in prestito all’Empoli. Con i toscani debutta in serie A il 2 febbraio successivo, nella gara casalinga col Chievo, subentrando al 58' a Diego Farias.
Il 26 gennaio 2021 viene acquistato dal Bayern Monaco.
Il 28 luglio 2021, dopo non avere mai esordito con il club bavarese, viene ceduto al Servette.

### Nazionale
Nato in Camerun, ha scelto di rappresentare la Svizzera, con cui (dopo aver fatto la trafila delle giovanili) debutta il 23 marzo 2018 in amichevole contro la Grecia.
Nell'ottobre 2018 ha rifiutato una chiamata del Camerun per continuare a rappresentare la selezione elvetica.

## Statistiche

### Presenze e reti nei club
Statistiche aggiornate al 30 giugno 2019.
| Stagione          | Squadra           | Campionato        | Campionato | Campionato | Coppe nazionali | Coppe nazionali | Coppe nazionali | Coppe continentali | Coppe continentali | Coppe continentali | Altre coppe | Altre coppe | Altre coppe | Totale | Totale |
| Stagione          | Squadra           | Comp              | Pres       | Reti       | Comp            | Pres            | Reti            | Comp               | Pres               | Reti               | Comp        | Pres        | Reti        | Pres   | Reti   |
| ----------------- | ----------------- | ----------------- | ---------- | ---------- | --------------- | --------------- | --------------- | ------------------ | ------------------ | ------------------ | ----------- | ----------- | ----------- | ------ | ------ |
| 2013-2014         | Zurigo            | SL                | 1          | 0          | CS              | 0               | 0               | UEL                | 0                  | 0                  | -           | -           | -           | 1      | 0      |
| 2014-2015         | Zurigo            | SL                | 0          | 0          | CS              | 1               | 0               | UEL                | 0                  | 0                  | -           | -           | -           | 1      | 0      |
| Totale Zurigo     | Totale Zurigo     | Totale Zurigo     | 1          | 0          |                 | 1               | 0               |                    | 0                  | 0                  |             | -           | -           | 2      | 0      |
| 2015-gen. 2016    | Salisburgo        | BL                | 12         | 3          | CA              | 0               | 0               | UCL+UEL            | 2+1                | 0                  | -           | -           | -           | 15     | 3      |
| gen.-giu. 2016    | Liefering         | EL                | 15         | 7          | CA              | -               | -               | -                  | -                  | -                  | -           | -           | -           | 15     | 7      |
| 2016-gen. 2017    | Altach            | BL                | 20         | 9          | CA              | 1               | 0               | -                  | -                  | -                  | -           | -           | -           | 21     | 9      |
| gen.-giu. 2017    | Salisburgo        | BL                | 5          | 1          | CA              | 0               | 0               | UCL+UEL            | -                  | -                  | -           | -           | -           | 5      | 1      |
| Totale Salisburgo | Totale Salisburgo | Totale Salisburgo | 17         | 4          |                 | 0               | 0               |                    | 3                  | 0                  |             | -           | -           | 20     | 4      |
| 2017-2018         | Basilea           | SL                | 26         | 5          | CS              | 4               | 1               | UCL                | 8                  | 4                  | -           | -           | -           | 38     | 10     |
| 2018-gen. 2019    | Basilea           | SL                | 14         | 0          | CS              | 2               | 1               | UCL+UEL            | 2+2                | 0                  | -           | -           | -           | 20     | 1      |
| Totale Basilea    | Totale Basilea    | Totale Basilea    | 40         | 5          |                 | 6               | 2               |                    | 12                 | 4                  |             | -           | -           | 58     | 11     |
| gen.-giu. 2019    | Empoli            | A                 | 5          | 0          | CI              | -               | -               | -                  | -                  | -                  | -           | -           | -           | 5      | 0      |
| Totale carriera   | Totale carriera   | Totale carriera   | 98         | 25         |                 | 8               | 2               |                    | 15                 | 4                  |             | -           | -           | 121    | 31     |

### Cronologia presenze e reti in nazionale
| Cronologia completa delle presenze e delle reti in nazionale ― Svizzera | Cronologia completa delle presenze e delle reti in nazionale ― Svizzera | Cronologia completa delle presenze e delle reti in nazionale ― Svizzera | Cronologia completa delle presenze e delle reti in nazionale ― Svizzera | Cronologia completa delle presenze e delle reti in nazionale ― Svizzera | Cronologia completa delle presenze e delle reti in nazionale ― Svizzera | Cronologia completa delle presenze e delle reti in nazionale ― Svizzera | Cronologia completa delle presenze e delle reti in nazionale ― Svizzera |
| Data                                                                    | Città                                                                   | In casa                                                                 | Risultato                                                               | Ospiti                                                                  | Competizione                                                            | Reti                                                                    | Note                                                                    |
| ----------------------------------------------------------------------- | ----------------------------------------------------------------------- | ----------------------------------------------------------------------- | ----------------------------------------------------------------------- | ----------------------------------------------------------------------- | ----------------------------------------------------------------------- | ----------------------------------------------------------------------- | ----------------------------------------------------------------------- |
| 23-3-2018                                                               | Atene                                                                   | Grecia                                                                  | 0 – 1                                                                   | Svizzera                                                                | Amichevole                                                              | -                                                                       | 73’                                                                     |
| Totale                                                                  |                                                                         | Presenze                                                                | 1                                                                       |                                                                         | Reti                                                                    | 0                                                                       |                                                                         |

## Palmarès

### Club
- Campionato austriaco: 1

Salisburgo: 2016-2017
- Coppa d'Austria: 1

Salisburgo: 2016-2017